# Elisabeth Gaspar
Pour les articles homonymes, voir Gaspar.
Née le 27 mai 1920 en Hongrie, Elisabeth Gaspar, pseudonyme de Elisabeth Suchostaver, romancière et traductrice, a pris la nationalité française en 1964. 
Elle meurt à Bayonne le 12 mars 2011.

## Publications
- Ni vu ni connu, Gallimard, 1955
- L'Amour fantôme, Gallimard, 1958[3]
- Les Grilles du parc, Gallimard, 1960[4], réédition de l'Arbre Vengeur en 2022[5],[6]

### Traductions
- Roald Dahl, Charlie et la Chocolaterie, traduit par Élisabeth Gaspar, Paris, Gallimard, coll. « La Bibliothèque blanche », 1967 (BNF 32973103) ; réédition, Paris, Gallimard, coll. « Folio junior » no 49, 1978 (BNF 34601118) ; réédition, Paris, Gallimard jeunesse, coll. « Folio junior » no 1666, 2013  (ISBN 978-2-07-065549-6)[7]
- Roald Dahl, Bizarre ! Bizarre !, traduit par Élisabeth Gaspar et Hilda Barberis, Paris, Gallimard, coll. « L'Air du temps », 1962 (BNF 32973106) ; réédition, Paris, Gallimard, coll. « Folio » no 395, 1973  (ISBN 2-07-036395-3) ; nouvelle édition, Paris, Gallimard, coll. « Folio » no 395, 1988  (ISBN 2-07-036395-3)
- Roald Dahl, Kiss Kiss, traduit par Élisabeth Gaspar, Paris, Gallimard, coll. « L'Air du temps », 1962 (BNF 32973105) ; réédition, Paris, Gallimard, coll. « Folio » no 1029, 1978  (ISBN 2-07-037029-1)
- Franz Tumler (de), Prisons de marbre ["Aufschreibung aus Trient"], roman traduit de l'allemand par Élisabeth Gaspar, Mercure de France, 1967[8]
- Franz Tumler. Le Manteau, roman traduit de l'allemand par Élisabeth Gaspar, Mercure de France[9]
- Enid Starkie (en), Flaubert : jeunesse et maturité ["The Making of the Master"], traduit de l'anglais par Élisabeth Gaspar, Mercure de France, 1970[10]